# Aalborg Boldspilklub 2017-2018
Questa voce raccoglie le informazioni riguardanti il Aalborg Boldspilklub nelle competizioni ufficiali della stagione 2017-2018.

## Rosa pre sosta
| N. |                       | Ruolo | Calciatore          |
| -- | --------------------- | ----- | ------------------- |
| 1  | Svezia (bandiera)     | P     | Jacob Rinne         |
| 2  | Danimarca (bandiera)  | C     | Patrick Kristensen  |
| 3  | Danimarca (bandiera)  | D     | Jakob Ahlmann       |
| 4  | Danimarca (bandiera)  | D     | Jakob Blaabjerg     |
| 5  | Danimarca (bandiera)  | D     | Jores Okore         |
| 6  | Danimarca (bandiera)  | D     | Kristoffer Pallesen |
| 8  | Danimarca (bandiera)  | C     | Rasmus Würtz        |
| 9  | Danimarca (bandiera)  | A     | Jannik Pohl         |
| 10 | Perù (bandiera)       | A     | Édison Flores       |
| 11 | Slovacchia (bandiera) | A     | Jakub Sylvestr      |
| 14 | Slovacchia (bandiera) | A     | Pavol Šafranko      |
| 16 | Danimarca (bandiera)  | C     | Magnus Christensen  |
| 18 | Danimarca (bandiera)  | C     | Rasmus Thellufsen   |
| 19 | Danimarca (bandiera)  | A     | Marco Ramkilde      |

| N. |                        | Ruolo | Calciatore        |
| -- | ---------------------- | ----- | ----------------- |
| 20 | Austria (bandiera)     | C     | Marco Meilinger   |
| 21 | Danimarca (bandiera)   | C     | Kasper Risgård    |
| 22 | Stati Uniti (bandiera) | P     | Michael Lansing   |
| 23 | Slovacchia (bandiera)  | C     | Filip Lesniak     |
| 24 | Danimarca (bandiera)   | D     | Nikolaj Lyngö     |
| 25 | Danimarca (bandiera)   | C     | Frederik Børsting |
| 26 | Uganda (bandiera)      | C     | Robert Kakeeto    |
| 27 | Danimarca (bandiera)   | C     | Oliver Abildgaard |
| 28 | Danimarca (bandiera)   | C     | Yann Rolim        |
| 31 | Danimarca (bandiera)   | D     | Mathias Andersen  |
| 32 | Danimarca (bandiera)   | C     | Kasper Pedersen   |
| 33 | Danimarca (bandiera)   | A     | Bardhec Bytyqi    |
| 40 | Australia (bandiera)   | P     | Tamati Williams   |

- Numero giocatori in rosa: 27
- Stranieri: 11 (40,7%)
- Età media: 24,6 anni

### Rosa post sosta
| N. |                       | Ruolo | Calciatore          |
| -- | --------------------- | ----- | ------------------- |
| 1  | Svezia (bandiera)     | P     | Jacob Rinne         |
| 2  | Danimarca (bandiera)  | C     | Patrick Kristensen  |
| 3  | Danimarca (bandiera)  | D     | Jakob Ahlmann       |
| 4  | Danimarca (bandiera)  | D     | Jakob Blaabjerg     |
| 5  | Danimarca (bandiera)  | D     | Jores Okore         |
| 6  | Danimarca (bandiera)  | D     | Kristoffer Pallesen |
| 8  | Danimarca (bandiera)  | C     | Rasmus Würtz        |
| 9  | Danimarca (bandiera)  | A     | Jannik Pohl         |
| 10 | Perù (bandiera)       | A     | Édison Flores       |
| 14 | Slovacchia (bandiera) | A     | Pavol Šafranko      |
| 16 | Danimarca (bandiera)  | C     | Magnus Christensen  |
| 17 | Danimarca (bandiera)  | C     | Kasper Kuks         |
| 18 | Danimarca (bandiera)  | C     | Rasmus Thellufsen   |

| N. |                        | Ruolo | Calciatore            |
| -- | ---------------------- | ----- | --------------------- |
| 19 | Danimarca (bandiera)   | A     | Marco Harboe Ramkilde |
| 20 | Danimarca (bandiera)   | D     | Anders Bærtelsen      |
| 21 | Danimarca (bandiera)   | C     | Kasper Risgård        |
| 22 | Stati Uniti (bandiera) | P     | Michael Lansing       |
| 23 | Slovacchia (bandiera)  | C     | Filip Lesniak         |
| 24 | Danimarca (bandiera)   | D     | Nikolaj Lyngö         |
| 25 | Danimarca (bandiera)   | C     | Frederik Børsting     |
| 26 | Uganda (bandiera)      | C     | Robert Kakeeto        |
| 27 | Danimarca (bandiera)   | C     | Oliver Abildgaard     |
| 28 | Brasile (bandiera)     | C     | Yann Rolim            |
| 30 | Danimarca (bandiera)   | A     | Wessam Abou Ali       |
| 31 | Danimarca (bandiera)   | D     | Mathias Andersen      |
| 32 | Danimarca (bandiera)   | C     | Kasper Pedersen       |

- Numero giocatori in rosa: 25
- Stranieri: 7 (28%)
- Età media: 24,2 anni

## Trasferimenti estivi
| Acquisti | Acquisti            | Acquisti            | Acquisti                  |
| R.       | Nome                | da                  | Modalità                  |
| -------- | ------------------- | ------------------- | ------------------------- |
| D        | Jores Okore         | Copenaghen          | definitivo (565 mila €)   |
| D        | Kristoffer Pallesen | Viborg              | definitivo (300 mila €)   |
| C        | Filip Lesniak       | Tottenham           | gratuito                  |
| P        | Michael Lansing     | Vejle               | gratuito                  |
| A        | Pavol Šafranko      | DAC Dunajská Streda | ?                         |
| P        | Jacob Rinne         | Gent                | ?                         |
| C        | Yann Rolim          | Barra-SC            | prestito                  |
| P        | Tamati Williams     | RKC Waalwijk        | ?                         |
| A        | Nicklas Helenius    | Silkeborg           | fine prestito             |
|          | 9 acquisti          |                     | spesa totale = 865 mila € |

| Cessioni | Cessioni           | Cessioni     | Cessioni                        |
| R.       | Nome               | a            | Modalità                        |
| -------- | ------------------ | ------------ | ------------------------------- |
| D        | Joakim Mæhle       | Genk         | definitivo (1,3 milioni €)      |
| C        | Thomas Enevoldsen  | NAC Breda    | gratuito                        |
| D        | Markus Holgersson  | Lorca        | gratuito                        |
| A        | Nicklas Helenius   | Odense       | gratuito                        |
| A        | Sebastian Grønning | Hobro        | ?                               |
| D        | Morten Rokkedal    | Thisted      | prestito                        |
| C        | Casper Sloth       | Silkeborg    | ?                               |
| P        | Nicolai Larsen     | Nordsjælland | ?                               |
| P        | Ivan Lucic         | Bristol City | fine prestito                   |
|          | 9 cessioni         |              | guadagno totale = 1,3 milioni € |
|          |                    |              | saldo finale = +435 mila €      |

## Trasferimenti invernali
| Acquisti | Acquisti        | Acquisti   | Acquisti      |
| R.       | Nome            | da         | Modalità      |
| -------- | --------------- | ---------- | ------------- |
| C        | Kasper Kusk     | Copenaghen | ?             |
| D        | Morten Rokkedal | Thisted    | fine prestito |
|          |                 |            |               |

| Cessioni | Cessioni        | Cessioni           | Cessioni   |
| R.       | Nome            | a                  | Modalità   |
| -------- | --------------- | ------------------ | ---------- |
| P        | Tamati Williams |                    | svincolato |
| A        | Jakub Sylvestr  |                    | svincolato |
| D        | Morten Rokkedal |                    | svincolato |
| C        | Marco Meilinger | Altach             | gratuito   |
| D        | Bardhec Bytyqi  | Skive              | prestito   |
| A        | Jakub Sylvestr  | Beitar Gerusalemme | gratuito   |
|          |                 |                    |            |
|          |                 |                    |            |